# Луаньчуань
Луаньчуа́нь (кит. упр. 栾川, пиньинь Luánchuān) — уезд городского округа Лоян провинции Хэнань (КНР). Название уезда происходит от того, что на его территории находится исток реки Ихэ, которая в древности носила название Луаньчуань.

## История
Эти места долгое время оставались неразвитыми. Лишь при империи Сун в 1087 году появился посёлок Луаньчуань, а в 1104 году был создан уезд Луаньчуань. После того, как эти места были завоёваны чжурчжэнями и вошли в состав империи Цзинь, уезд был в 1154 году расформирован.
После образования Китайской республики эти земли оказались в составе уезда Луши. В 1947 году во время гражданской войны они перешли под контроль коммунистов, и коммунистическими властями был создан уезд Луаньчуань. В 1948 году был образован Специальный район Шаньчжоу (陕州专区), и уезд вошёл в его состав. В 1952 году Специальный район Шаньчжоу был присоединён к Специальному району Лоян (洛阳专区). В 1960 году уезд Луаньчуань был присоединён к уезду Сунсянь, но в 1961 году воссоздан. В 1969 году Специальный район Лоян был переименован в Округ Лоян (洛阳地区). В 1986 году округ Лоян был расформирован, и уезд вошёл в состав городского округа Лоян.

## Административное деление
Уезд делится на 12 посёлков и 2 волости.

## Экономика
В Луаньчуане расположена штаб-квартира компании China Molybdenum — крупнейшего производителя молибдена в Китае.